# Nové Mesto (Bratislava)
Nové Mesto (deutsch Neustadt, ungarisch [Pozsony-]Újváros) ist ein Stadtteil im Norden Bratislavas mit 44.876 Einwohnern (Stand 31. Dezember 2022).

## Geographie

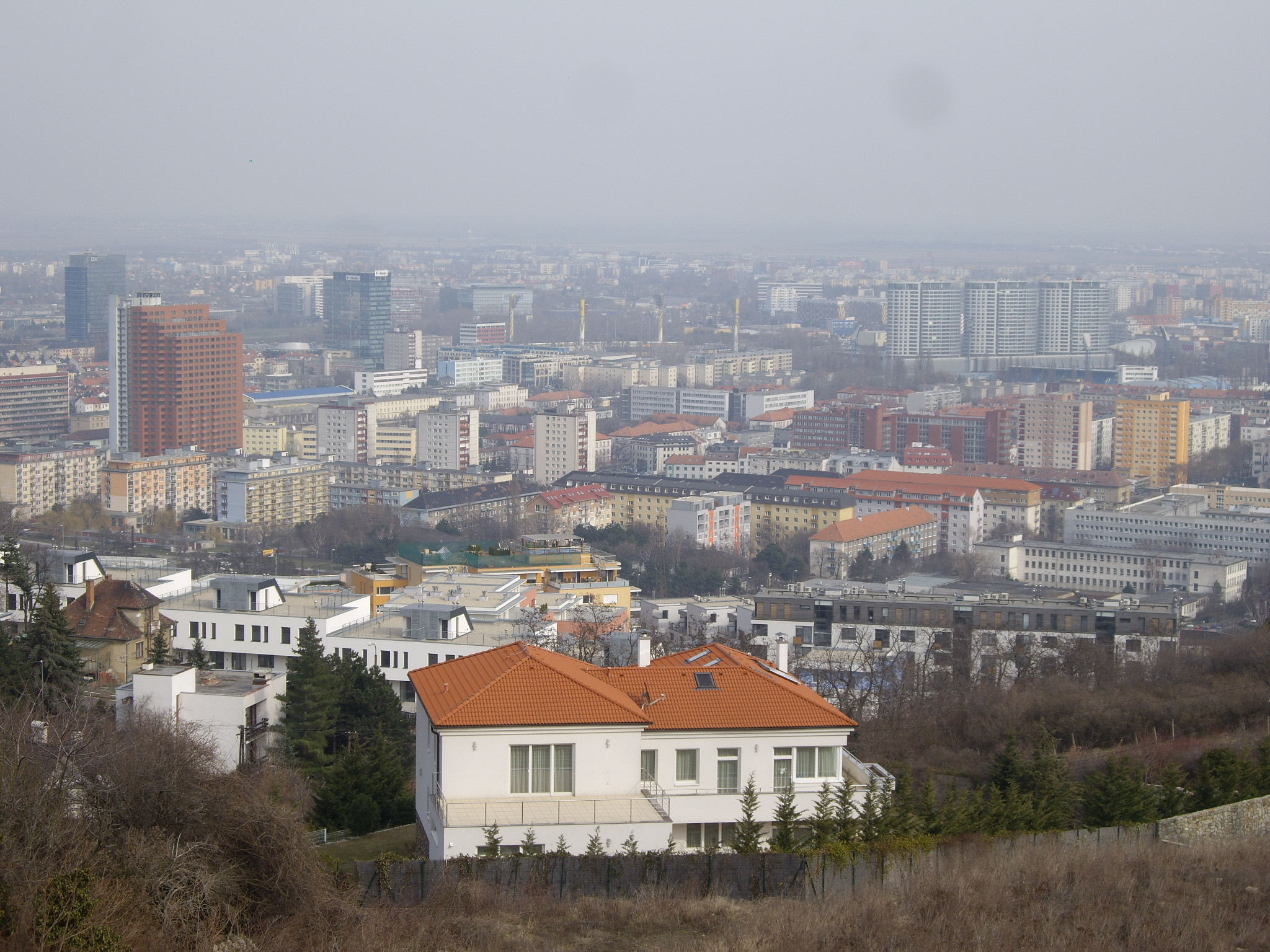
Blick auf den Stadtteil

Der Stadtteil befindet sich einerseits in den Kleinen Karpaten, genauer im Unterteil Pezinské Karpaty, und bedeckt die Osthänge und den Hauptkamm mit dem 439 m n.m. hohen Berg Kamzík (deutsch Gemsenberg) und reicht im Westen bis zum oberen Teil der Mlynská dolina (deutsch Mühltal) und dem Bach Vydrica. Dieses Gebiet ist zu einem großen Teil vom Bratislavský lesný park (wörtlich Waldpark von Bratislava) bedeckt. Von den Kleinen Karpaten weg erstreckt sich das slowakische Donautiefland bis zum Gebiet der ehemaligen Donau-Arme im Südosten. Das Rathaus des Stadtteils ist ungefähr vier Kilometer vom Stadtzentrum entfernt.
Nachbarstadtteile sind Rača im Norden und Nordosten, Ružinov (Katastralgemeinden Trnávka, Ružinov und Nivy) im Osten und Südosten, Staré Mesto im Süden und Südwesten, Karlova Ves im Südwesten, Lamač im Westen und Záhorská Bystrica im Nordwesten.

### Stadtteilgliederung
Der Stadtteil gliedert sich in folgende Katastralgemeinden:
- Nové Mesto (Neustadt), Fläche: 9,85 km²
- Vinohrady (Weinberge), Fläche: 27,63 km²

sowie die inoffiziellen Teile:
- Ahoj (Rössler)
- Jurajov dvor (Georgshof)
- Koliba (Strohhütte)
- Kramáre (Kramer oder Kramerberg)
- Mierová kolónia (Friedenskolonie)
- Pasienky (Sauheide)
- Kuchajda (Kuhweiden oder Kuhhaide)

## Geschichte

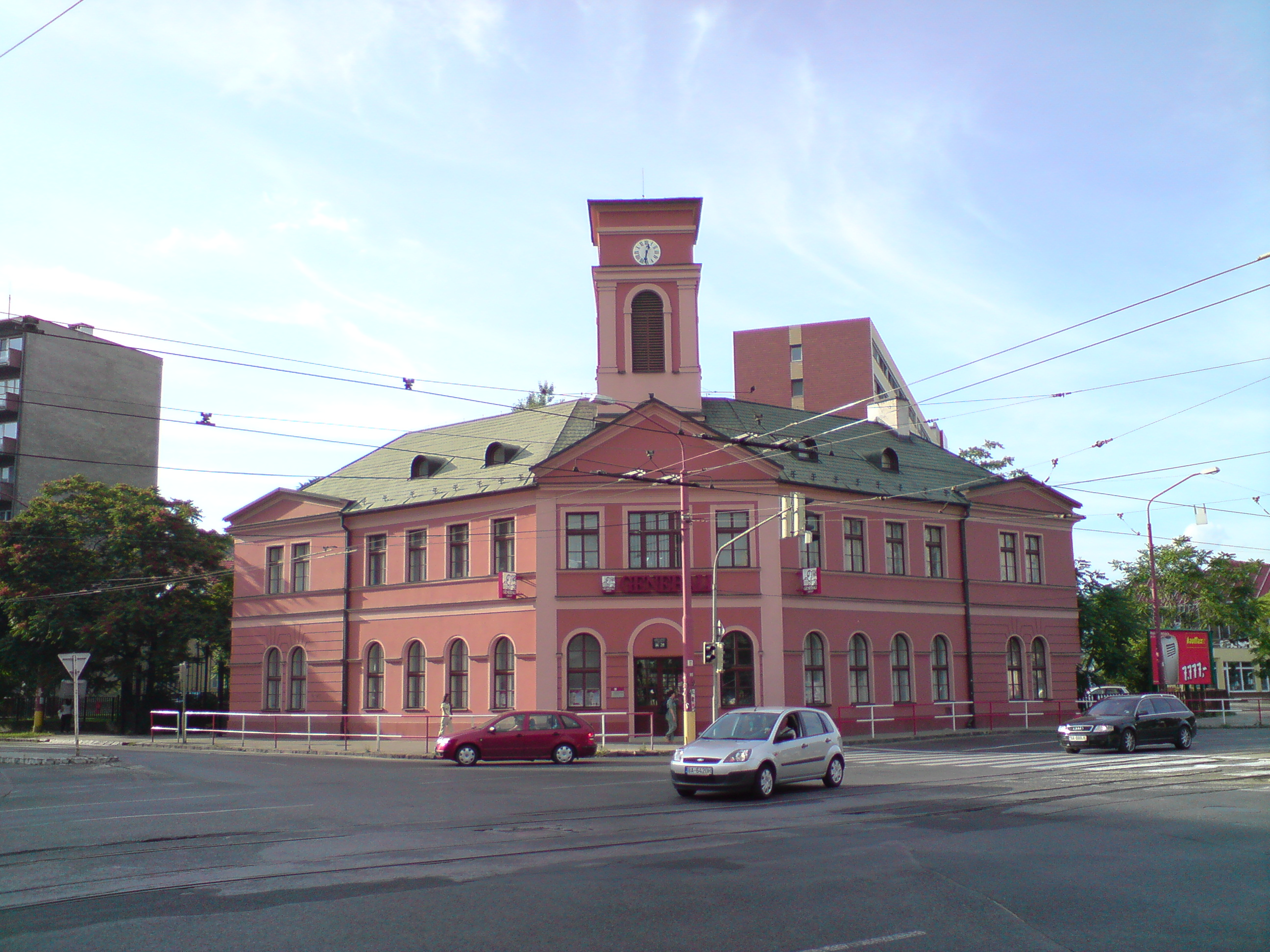
Bahnhofsgebäude der Pferdeeisenbahn

Der von Weinbergtälern geprägte Stadtteil wies vor dem 18. Jahrhundert keine urbane Siedlung auf. Die Fläche wurde landwirtschaftlich genutzt, mit Feldern und Wiesen und nur vereinzelten Meierhöfen oder Weilern. Zwei Straßen durchzogen das Gebiet des Stadtteils: einerseits die Ratzersdorfer Straße (heute slowakisch Račianska ulica) nach Rača und Modra, Vajnorer Straße (heute slowakisch Vajnorská ulica) nach Vajnory. Am südöstlichen Rand führte die Tyrnauer Straße (heute slowakisch Trnavská cesta) Richtung Trnava und Nitra, entlang des heute nicht mehr bestehenden Mühlauer Arms der Donau. Die ersten städtischen Strukturen entwickelten sich im 18. Jahrhundert im Gebiet der Plätze Račianske mýto und Trnavské mýto. Der Namenszusatz „mýto“ steht für Maut. 1840 wurde der erste Streckenteil der Tyrnauer Pferdeeisenbahn gebaut mit einem Bahnhof unweit von Trnavské mýto, womit die Bedeutung der Gegend stieg, nachdem sie vorher zum Standort der Viehmärkte wurde. 1872–73 wurde in der Nähe die heute nicht mehr existierende Brauerei Stein gebaut. Zwar gab es im damaligen Pressburg einen Stadtteil namens Neustadt, dieser ist allerdings nicht mit dem heutigen Stadtteil identisch, denn damals hieß so die Gegend von Blumenthal (heute slowakisch Kvetná dolina oder umg. Blumentál) im Nordteil des heutigen Stadtteils Staré Mesto.
Entlang der Ratzersdorfer Straße wurden noch im 19. Jahrhundert mehrere Fabriken gebaut, wie die Chemiefabrik Dynamit-Nobel (im Volksmund Dynamitka genannt) im Jahr 1873, die Süßwarenfabrik Jacobs Suchard – Figaro (später nur Figaro) des deutschen Herstellers Stollwerck im Jahr 1896 sowie die Elektrofabrik Danubius Elektrik (heute nicht mehr bestehend) der deutschen Firma Siemens-Schuckert aus dem Jahr 1902. 1910 entstanden nördlich der heutigen Straße Kutuzovova Kasernen. Zu einer allmählichen Urbanisierung des Gebiets kam es vor allem im 20. Jahrhundert, beginnend mit Arbeiterkolonien bei Fabriken wie Dynamit-Nobel. In der ersten tschechoslowakischen Republik entstanden Projekte entlang der Straße Legionárska, weiter das Projekt Unitas bei der Straße Šancová sowie Nová doba an den Straßen Vajnorská und Bajkalská. Mit Verlust Petržalkas an das NS-Deutschland im Jahr 1938 entstanden nach 1939 Sportstätten in den Teilen Tehelné pole (deutsch Ziegelfeld) und teilweise auch Pasienky.
Nach dem Zweiten Weltkrieg wurde 1953 das Studentenheim Mladá garda im stalinistischen Stil. Der extensive Ausbau von Wohngebäuden dauerte bis in die 1960er Jahre.
1990 wurde der heutige Stadtteil gegründet und bis 1991 die genauen Grenzen festgelegt.

## Bevölkerung
Nach der Volkszählung 2011 wohnten im Stadtteil Nové Mesto 36.314 Einwohner, davon 32.985 Slowaken, 1073 Magyaren, 563 Tschechen, 104 Deutsche, 78 Mährer, 60 Russinen, 52 Ukrainer, 46 Polen, 45 Russen, 30 Bulgaren, 28 Serben, 27 Roma, 26 Kroaten und 18 Juden. 357 Einwohner gaben eine andere Ethnie an und 832 Einwohner machten keine Angabe zur Ethnie.
18.588 Einwohner bekannten sich zur römisch-katholischen Kirche, 2261 Einwohner zur Evangelischen Kirche A. B., 299 Einwohner zur griechisch-katholischen Kirche, 180 Einwohner zur orthodoxen Kirche, 162 Einwohner zur reformierten Kirche, 101 Einwohner zur evangelisch-methodistischen Kirche, 98 Einwohner zu den Zeugen Jehovas, jeweils 77 Einwohner zu den Brethren und zu den christlichen Gemeinden, 72 Einwohner zur jüdischen Gemeinde, 51 Einwohner zur apostolischen Kirche, 46 Einwohner zur tschechoslowakischen hussitischen Kirche, 34 Einwohner zu den Baptisten, 26 Einwohner zu den Siebenten-Tags-Adventisten, 20 Einwohner zur Bahai-Religion, 11 Einwohner zur altkatholischen Kirche, sechs Einwohner zu den Mormonen und vier Einwohner zur neuapostolischen Kirche. 453 Einwohner bekannten sich zu einer anderen Konfession, 11.385 Einwohner waren konfessionslos und bei 2363 Einwohnern wurde die Konfession nicht ermittelt.

## Bauwerke, Denkmäler und Einrichtungen

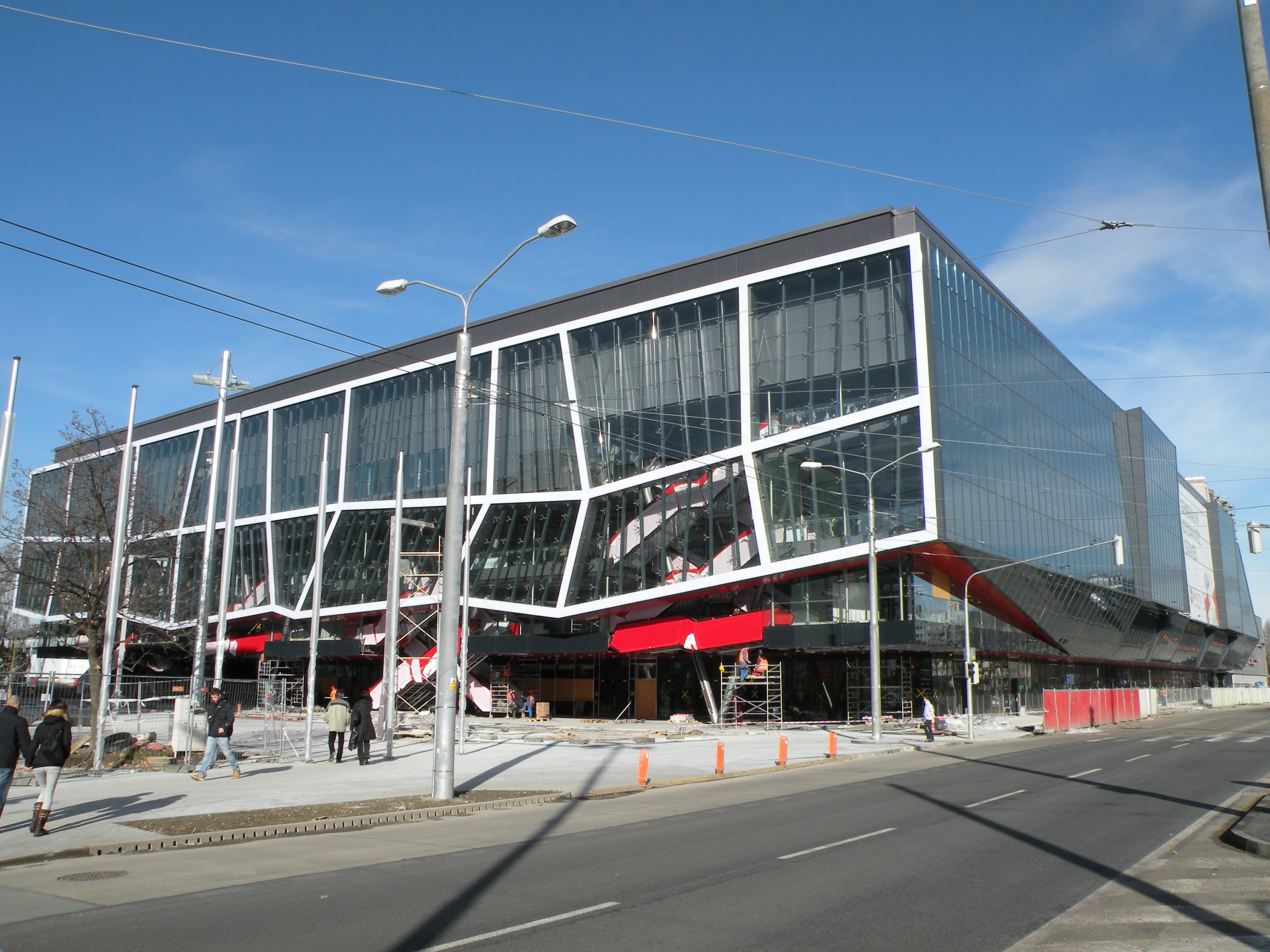
Eisstadion

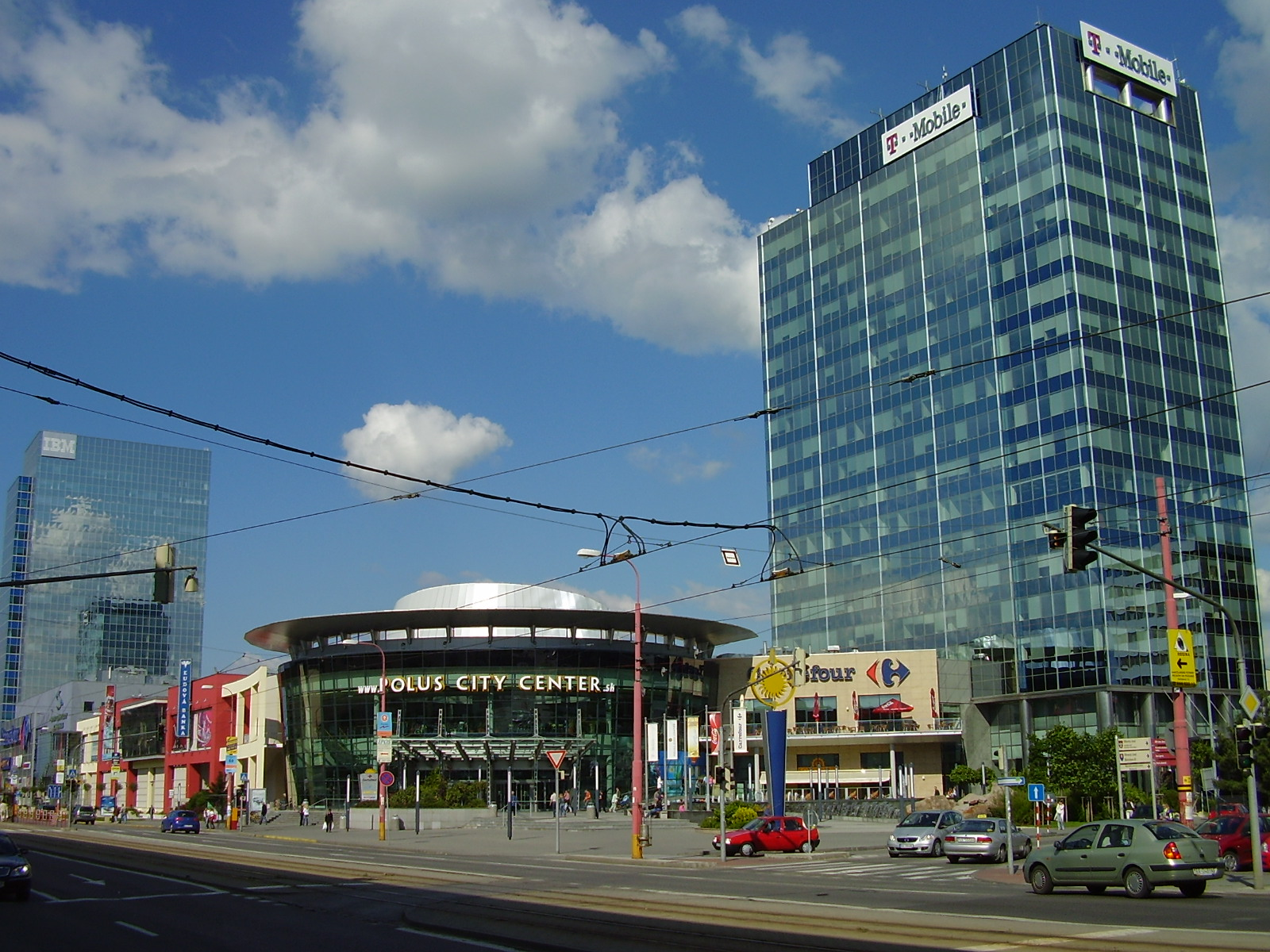
Einkaufszentrum VIVO! (bis 2019 Polus City Center) im Stadtteil

Das älteste Denkmal im heutigen Stadtteil ist ein Grenzstein aus dem Jahr 1600 unweit des Hegerhauses Kačín, der die damalige Grenze zwischen der Stadt Pressburg und den Ländereien des Geschlechts Pálffy markiert. Aus dem Jahr 1740 stammt eine barocke Säule in Mlynská dolina. Das Bahnhofsgebäude der Pferdeeisenbahn aus dem Jahr 1840 an der Ecke der Straßen Krížna und Legionárska ziert heute das Wappen des Stadtteils. Der größte Teil der Denkmäler entfällt jedoch auf verschiedene Wohnprojekte aus dem 20. Jahrhundert. Am Platz Trnavské mýto gab es bis 2022 auf der Nordseite das Gewerkschaftshaus Istropolis, auf der südlichen Seite steht die Neue Markthalle.
In Nové Mesto befinden sich viele Sporteinrichtungen der Stadt, z. B. das Eisstadion Zimný štadión Ondreja Nepelu, die Fußballstadien Tehelné pole und Štadión Pasienky oder die Sibamac Arena (Tennis). Unweit davon steht das zwischen 1999 und 2001 erbaute Einkaufszentrum Polus City Center, das seit 2019 unter dem Namen VIVO! firmiert. In Jurajov dvor steht ein großes Depot für Fahrzeuge des städtischen ÖPNV-Betreibers Dopravný podnik Bratislava.
Im Westteil von Nové Mesto in der Katastralgemeinde Vinohrady, genauer im Teil Kramáre, sind viele Gesundheitseinrichtungen von städtischer, aber auch gesamtslowakischer Bedeutung konzentriert. Hierzu zählen das Universitätskrankenhaus Bratislava (Univerzitná nemocnica Bratislava) am Standort Nemocnica akademika Ladislava Dérera (umg. Nemocnica Kramáre), weiter die Národný onkologický ústav (wörtlich Nationale Onkologieanstalt), die Národný ústav detských chorôb (Nationale Kinderkrankheit-Anstalt oder umg. schlicht auch Kinderkrankenhaus genannt) sowie die Národný ústav srdcových a cievnych chorôb (wörtlich Nationale Anstalt für Herz- und Gefäßkrankheiten). Des Weiteren befindet sich dort die Slowakische Medizinische Universität sowie die Sitze der Bildungs- und Gesundheitsministerien. Östlich davon liegt das Viertel Koliba mit einem Villenviertel sowie den Filmstudios Koliba. Zum größten Teil erstreckt sich dort jedoch der Bratislavský lesný park mit vielen Ausflugszielen der Bratislavaer, wie Železná studnička und Partizánska lúka im Tal der Vydrica, Kačín an der Grenze zum Stadtteil Lamač sowie die Cvičná lúka unterhalb des Kamzík mit dem 1975 fertiggestellten Fernsehturm Bratislava. Kamzík und Železná studnička sind durch eine Sesselbahn verbunden.
Siehe auch: Liste der denkmalgeschützten Objekte im Okres Bratislava III

## Verkehr
Durch Nové Mesto verlaufen radial die Cesta II. triedy 502 („Straße 2. Ordnung“) entlang der Račianska von Račianske mýto heraus und weiter nach Rača und stadtauswärts nach Pezinok sowie die Vajnorská von Trnavské mýto nach Vajnory. Knapp außerhalb der Stadtteilgrenzen verläuft die Trnavská cesta als Teil der Cesta II. triedy 572 und ab der Straße Bajkalská auch der Cesta I. triedy 61 („Straße 1. Ordnung“). Zwischen den beiden Fahrbahnen der Straßen Račianska und Vajnorská verlaufen Straßenbahnlinien nach Rača-Komisárky beziehungsweise Zlaté piesky, weiter ist die Straße Šancová sowie die westlichen Teile des Stadtteils durch O-Bus-Linien bedient, während andere Relationen durch Autobuslinien bedeckt werden. Bahnhöfe mit regelmäßigem Personenverkehr auf dem Gebiet des Stadtteils sind Bratislava-Nové Mesto und Bratislava predmestie, dazu die Haltestelle Bratislava-Vinohrady. Der Kopfbahnhof Bratislava filiálka wird nicht mehr angefahren, während der Hauptbahnhof von Bratislava (Bratislava hlavná stanica) sich knapp außerhalb der Grenzen des Stadtteils befindet, ebenso wie die Haltestelle Bratislava-Železná studienka.